# وليام تشيرتشير
وليام تشيرتشير (بالإنجليزية: William Chirchir) مواليد 6 فبراير 1979، هو عداء مسافات متوسطة كيني متخصص في 1500 متر. شارك في دورة الألعاب الأولمبية. أفصل رقم له هو 3:33.24 دقيقة.

## سجل المنافسة
| العام      | المسابقة                                | المكان                   | المركز     | حدث        | ملاحظة     |
| يمثل كينيا | يمثل كينيا                              | يمثل كينيا               | يمثل كينيا | يمثل كينيا | يمثل كينيا |
| ---------- | --------------------------------------- | ------------------------ | ---------- | ---------- | ---------- |
| 1998       | بطولة العالم للناشئين لألعاب القوى 1998 | آنسي، فرنسا              | 1          | 800 م      | 1:47.23    |
| 1999       | نهائي الجائزة الكبرى لألعاب القوى 1999  | ميونخ                    | 5          | 800 م      | 1:44.75    |
| 2001       | بطولة العالم لألعاب القوى 2001          | إدمونتون                 | 4          | 1500 م     | 3:31.91    |
| 2001       | نهائي الجائزة الكبرى لألعاب القوى 2001  | ملبورن                   | 3          | 1500 م     | 3:34.06    |
| 2002       | دورة ألعاب الكومنولث 2002               | مانشستر، المملكة المتحدة | 2          | 1500 م     | 3:37.70    |
| 2002       | نهائي الجائزة الكبرى لألعاب القوى 2002  | باريس، فرنسا             | 9          | 1500 م     | 3:39.11    |

## روابط خارجية
- وليام تشيرتشير على موقع الاتحاد الدولي لألعاب القوى (الإنجليزية)
- وليام تشيرتشير على موقع أوليمبيديا (الإنجليزية)
- وليام تشيرتشير على موقع اتحاد ألعاب الكومنولث (مؤرشف) (الإنجليزية)